# Régulo Martínez
Régulo Martínez (1940, Barcelona, Edo. Estado Anzoátegui, Venezuela), fue un pintor venezolano del siglo XX. Fue galardonado con diferentes reconocimientos nacionales. Sus obras se inclinaban hacia el paisajismo y el arte colorido y alegre.

## Vida y Obra
Fue un pintor, que entre 1958 y 1963 estudió en la Escuela de Artes Plásticas Armando Reverón de Barcelona, Estado Anzoátegui. Ha ejercido la docencia en diferentes institutos de su Edo. natal, como el de educación especial de Puerto La Cruz y el Centro de Investigaciones Armando Reverón de Barcelona.
Se dio a conocer gracias a su participación en las ediciones XXIII, XXIV y XXVI Salón oficial (1962, 1963 y 1965). Su preferencia artística se inclina hacia el expresionismo de estilo colorido, luminoso y alegre, cercano al arte ingenuo, favoreciendo el paisaje en función de escenas populares en las que es recurrente el uso de masas humanas, que parecen hundirse en la virtual profundidad del lienzo.
Ha participado en diferentes colectivas, entre ellas: La "colectivas de pintores venezolanos" en el Ateneo de Barcelona, Edo. Anzoátegui, el III y IV Salón Fondene, en Porlamar, Edo. Nueva Esparta, la "Exposición regional de artistas plásticos" en Barcelona, Edo. Anzoátegui, y la I Bienal regional de Artes Plásticas de Oriente, en la Galería Municipal de Arte, Puerto La Cruz.
En el año 1990, expuso Los secretos de Barcelona, obras de gran formato que representan la iconografía religiosa de la región, así como personajes de la cotidianidad. Reconocido como el cronista gráfico de Barcelona, el artista intenta rescatar las tradiciones de su entorno.

## Exposiciones Individuales
- 1973 Escuela de Artes Plásticas Armando Reverón, Barcelona, Edo. Anzoátegui.
- 1974 "Dibujos", Galería Punto, Barcelona, Edo. Anzoátegui.
- 1978 Casa de la cultura, Aragua de Barcelona, Edo. Anzoátegui.
- 1979 "Pinturas" Galería Municipal de Arte, Puerto La Cruz.
- 1986 "Barcelona, sus lenguas y sus santos", Fundesba.
- 1987 "Barcelona, sus símbolos y sus santos", La Casa Rosada, Caracas.
- 1990 "Los secretos de Barcelona", Museo de Anzoátegui, Barcelona, Edo. Anzoátegui.

## Premios
- 1972 Tercer premio, Salón Conahotu, Cumaná.
- 1975 Cuarto premio, Salón Nororiental, Ateneo de Barcelona, Edo. Anzoátegui.
- 1984 II Bienal Regional de Artes Plásticas de Oriente, Galería Municipal de Arte, Puerto La Cruz.
- 1986 Segundo premio, III Bienal Regional de Artes Plásticas de Oriente, Galería Municipal de Arte, Puerto La Cruz / Primer premio, I Salón de Arte Rotario, Lecherías, Edo. Anzoátegui.